# Michael C. Williams

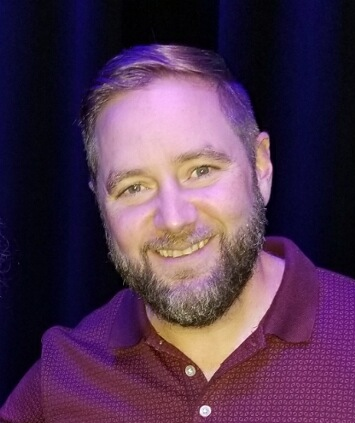
Michael C. Williams

Michael C. Williams (* 25. Juli 1973 in Bronx, New York City) ist ein US-amerikanischer Schauspieler.

## Werdegang
Williams wurde vor allem durch seine Rolle in dem Film Blair Witch Project von 1999 als Michael C. Williams – seinem echten Namen – bekannt. Außerdem war Williams in jeweils einer Folge der Serien Without a Trace – Spurlos verschwunden und Law & Order zu sehen.

## Filmografie (Auswahl)
- 1999: Blair Witch Project
- 2000: Sally
- 2002: Twelve City Blocks
- 2002: Long Story Short
- 2006: Vergeltung – Sie werden Dich finden (Altered)